# Verona Bratesch
Verona Bratesch, (ortografiat uneori și Verona Brateș) (n. 28 martie 1922 - d. 5 decembrie 1991) ,  a fost o poetă de limba germană și traducătoare din România. 
A fost fiica fotografei de artă Gabriele Greiner.
In 1956 Verona Bratesch a nascut la Brasov un baiat, pe Gabriel Modoi, care este traducator si activeaza in domeniul turismului.
În 1962 Verona Bratesch a născut la Brașov o fată, care a devenit scriitoarea Juliana Modoi.
Verona Bratesch a devenit membru al cercului de scriitori din Regensburg, RFG (Regensburger Schriftstellergruppe International) în vremea Războiului Rece, fiind prima membră a cercului trăitoare într-o țară a blocului comunist.
A tradus din opera poetică al lui Erich Ludwig Biberger, poet german născut la 21 noiembrie 1927 la Pessau, stabilit ulterior la Regensburg, în 1956, unde și-a desfășurat ctivitatea literară.

## Scrieri
- Bleibende Spur, Editura pentru Literatură, București, 1966
- Klarheit. Gedichte, Editura pentru Literatură, București, 1969
- Octave (semnat Verona Brateș), Editura Pentru Literatură, 1969
- Wiege im All. Gedichte, Editura Kriterion, București, 1971
- Locul sub stele versuri (semnat Verona Brateș), Editura Cartea Românească, București, 1975
- Ausserhalb des Kreises. Gedichte, Editura Albatros, București, 1978
- O clipă de vînt - Eine Minute Wind: Poezii - Gedichte. (ediție bilingvă română și germană) Verona Bratesch, Kathleen Thoma, și Peter Coryllis, Kreis d. Freunde um P Coryllis, ed. Taschenbuch, 1979
- Stein neben Stein, Editura Kriterion, București, 1982
- Phönix Gedichte, Editura Albatros, București,  1986
- Laufvogel Mensch: Gedichte, 1988
- Verlangen nach Menschen. Gedichte, Editura Kriterion, București, 1990.

### Traduceri
Volume de versuri ale poetei Verona Bratesch apărute în alte limbi:
- Carmina: Versuri (în limba română), Editura Cartea Românească, 1982
- Sob uma outra estrela, traducere în limba portugheză de Páulina M Frank, Brașov, 1987.[7]
- European poet: europäische Dichterin : europeisk poet (ediție trilingvă engleză, germană și suedeză, versiunile engleză și suedeză de Martin Allwood), editura Persona Press, cop. 1993